# Endmoränenweiher südlich Asten
Der Endmoränenweiher südlich Asten ist ein Naturschutzgebiet im Gemeindegebiet von Tittmoning (Landkreis Traunstein, Oberbayern). Der Weiher mit dem nächstumgebenden Feuchtgebiet ist seit 1987 als Schutzgebiet ausgewiesen.

## Geographie
Der in Nord-Süd-Richtung etwa 450 Meter lange und in Ost-West rund 150 Meter breite Weiher liegt in einer Senke etwa 500 bis 700 Meter südlich des Dorfes Asten westlich der Kreisstraße 52. Der geschützte Randbereich hat eine maximale Breite von rund 40 Meter. Die Fläche des geschützten Gebiets beträgt 6,44 Hektar.
Bei dem örtlich als Astner Weiher bezeichneten und im amtlichen BayernAtlas als Astener Moossee ausgewiesenen Gewässer handelt es sich um einen Gletscherrandsee, entstanden an der Endmoräne des Salzachgletschers, der sich während der Hochphase der letzten Kaltzeit (Würm-Kaltzeit vor gut 10.000 bis gut 100.000 Jahren) von den Salzburger Tauern bis hierhin erstreckt hatte. Der Weiher hat keinen Zu- oder Abfluss, er wird vom Regenwasser sowie von Hang- und Sickerwasser gespeist; sein Wasserstand ist abhängig vom Niederschlag.

## Schutzmaßnahmen

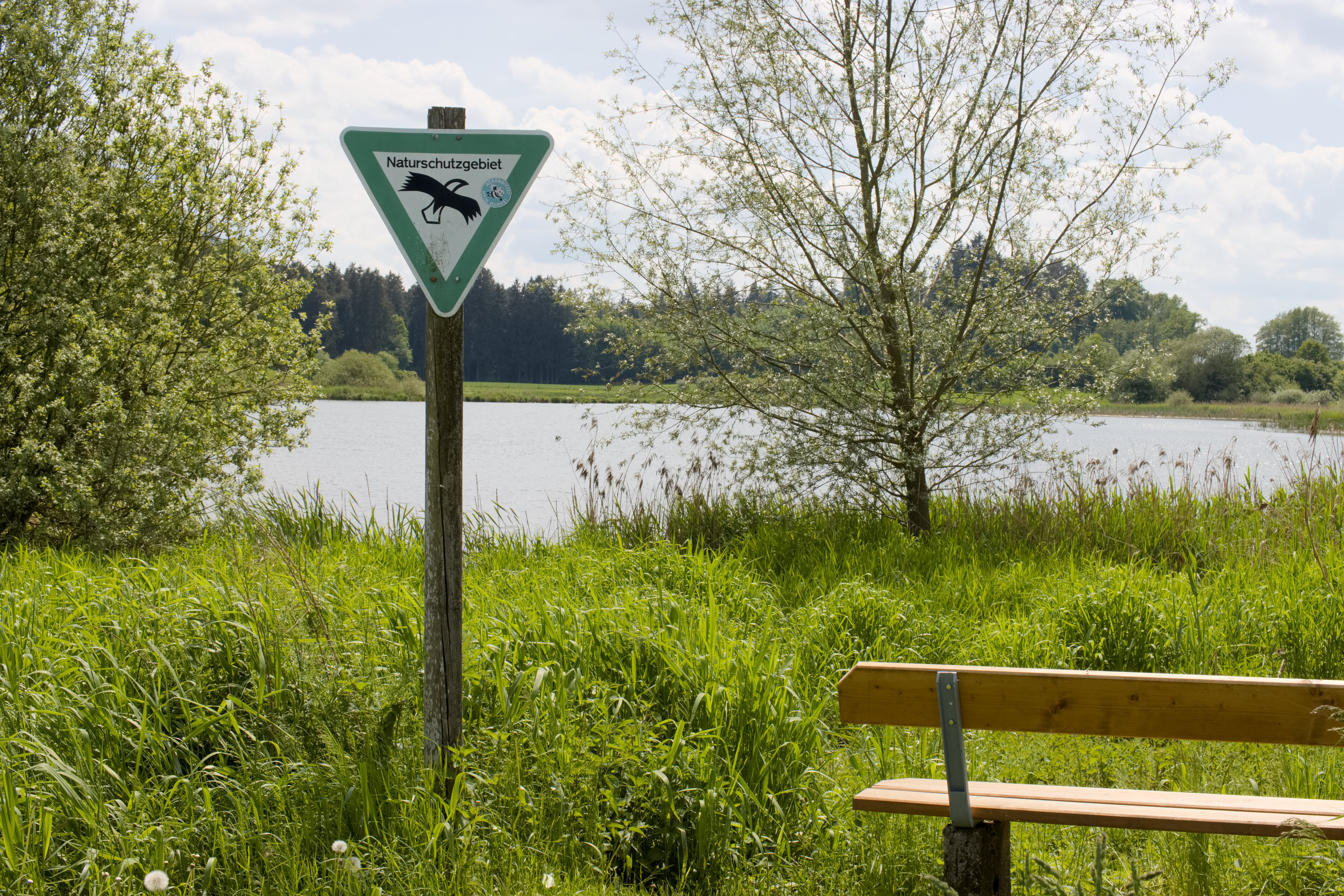
Am Astner Weiher

Die Unterschutzstellung erfolgte mit einer Verordnung der Regierung von Oberbayern vom 27. November 1986. Zwecke des Schutzes sind die nachhaltige Sicherung des natürlichen Gewässers und der Verlandungsvegetation mit der entsprechenden Tier- und Pflanzenwelt, die Gewährleistung einer natürlichen und unbeeinflussten Verlandung sowie die Regelung von Zugang und Nutzung des Gebiets. Verbunden damit ist die Erteilung etlicher Verbote betreffend Handlungen und Baumaßnahmen.
Um das Areal naturschutzfachlich aufzuwerten und die Nährstoffeinbringung zu verringern, wurden 1993 vom Landkreis und der Stadt Tittmoning an das Schutzareal südwestlich angrenzende Wiesen angekauft, die seit 2004 auch nicht mehr gemäht und gezielt ganzjährig beweidet werden. Bei der im Rahmen des Beweidungsprojekts angesiedelten Rinderrasse handelt es sich um Heckrinder, einer seit den 1920er Jahren gezüchteten Form, die die ausgestorbenen Auerochsen zum Vorbild hat. Das Vorhandensein der Tiere und ihr Fressverhalten sorgen für eine Belebung des Bodens und damit einhergehend für eine größere Artenvielfalt bei Kleinlebewesen, was sich wiederum – da diese als Nahrungsquelle dienen – positiv auf die vorhandene Vogelwelt auswirkt.
2017 wurde zusätzlich von der Stadtregierung ein rund fünf Meter breiter Pufferstreifen angelegt, der extensiv genutzt wird und damit dem Artenreichtum förderlich ist.

## Natur

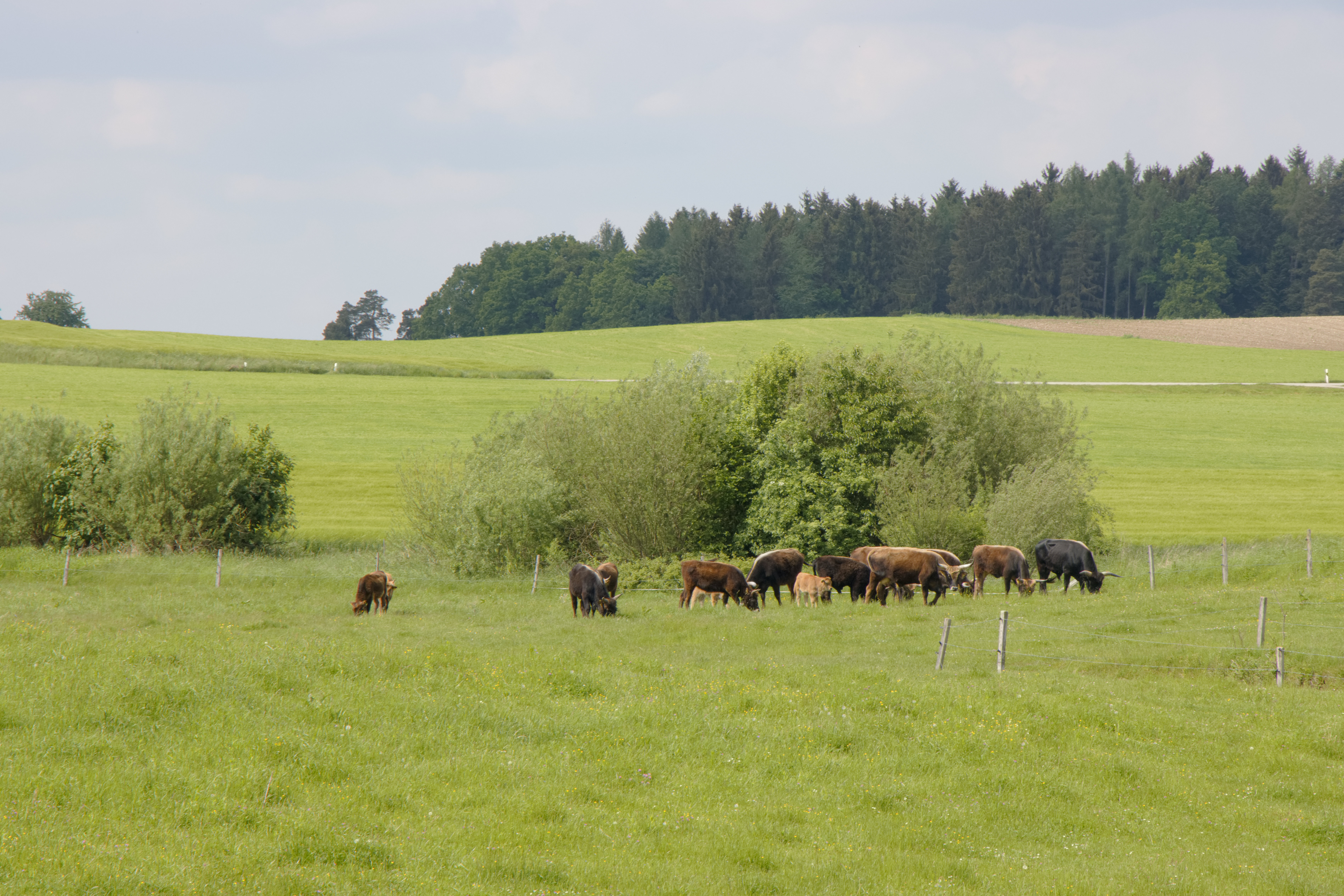
Weidende Heckrinder

Das Gewässer ist Lebensraum etlicher wassergebundener Tierarten, besonders von Wasservögeln wie Sumpfrohrsänger und Tafelenten, aber auch verschiedener Reptilien, Amphibien und Libellen; heimisch ist auch der Kiebitz. Das Schutzgebiet ist zudem Rastplatz für Zugvögel.

## Tourismus
Das Naturschutzgebiet ist an der Ostseite für Besucher am Randbereich zugänglich. Es liegt am Astner Eiszeitweg, einem rund fünf Kilometer langen Themenpfad mit Erläuterungen der vorhandenen Relikte aus dem Eiszeitalter. Der Weg passiert das Schutzgebiet auch südlich und führt dort vorbei an einem Toteisloch sowie am Geopark Laufing mit ausgestellten Steinen aus dem Einzugsbereich der Salzach.